# Aşağıkızılkaya, Hadim
Aşağıkızılkaya là một xã thuộc huyện Hadim, tỉnh Konya, Thổ Nhĩ Kỳ. Dân số thời điểm năm 2011 là 66 người.